# 富林溪
富林溪為一位於台灣北部之縣市管河川，幹流長度14.75公里，流域面積15.78平方公里，分佈於桃園市觀音區。主流（最長河道）上游為廣福溝，發源於觀音區新坡村舊埤，向西北流至過溪仔附近匯入富林溪本流。再流經大湖，繞過觀音工業區東側，最終於海湖底附近注入台灣海峽。
富林溪本流則發源於觀音區富林里張厝公田埤，向北流至過溪仔附近匯集廣福溝。

## 水系主要河川
以下由下游至源頭列出水系主要河川，其中粗體字為主流河道。
- 富林溪：桃園市觀音區
  - 廣福溝：桃園市觀音區